# Хевіз (озеро)
Хевіз — озеро на заході Угорщини.
Озеро знаходиться біля міста Хевіз, неподалік від західного краю озера Балатон, за п'ять кілометрів від міста Кестхей.
Це найбільше термальне озеро в Європі площею (47 500 м²). Витрата води є дуже великою, і озеро щодня повністю оновлюється. Популярне місце відпочинку.
Склад води озера Хевіз: калій, натрій, амоній, кальцій, магній, хлорид, бромід, йодид, фторид, сульфат, перекис карбонату, сульфід, метаборна кислота, метакремнієва кислота, вільна вуглекислота, розчинений кисень.
Показання до лікування в озері: захворювання опорно-рухового апарату, суглобові болі, поліартрит, остеохондроз, хронічне запалення суглобів, радикуліт, запалення нервових закінчень і порушення рухів, пов'язаних з ураженням кісткового апарату, порушення кровообігу, подагра, підвищення потенції, захворювання рухового апарату, пов'язані з порушенням обміну речовин.
Протипоказання: активний туберкульоз, підвищена функція щитоподібної залози, злоякісні пухлинні процеси, тромбози, бронхіальна астма, вагітність.